# Tor dei Pagà (area archeologica)
Tor dei Pagà è un'area archeologica riconosciuta da Regione Lombardia all'interno del territorio del comune di Vione, situata sulle pendici di Cima Bles. È costituita da due complessi distanti tra loro un centinaio di metri, la struttura E a quota 2250 m s.l.m. e la torre B a quota 2232 m s.l.m.; entrambi i complessi si compongono ciascuno dei resti di una torre, ambienti residenziali e cinte difensive.

## Descrizione generale

### Struttura E
Il complesso settentrionale, denominato struttura E, comprende una struttura quadrangolare interpretata come fondazione di torre (torre G), un ambiente residenziale rettangolare parzialmente costruito contro terra (ambiente H), uno spazio scoperto con focolare strutturato (ambiente I) e un terzo ambiente di dimensioni più ridotte delimitato da murature e forse adibito a stalla (ambiente L). Una cinta difensiva - realizzata in blocchi di pietra legati con malta nel tratto con orientamento NE-SW che prende avvio dalla torre G, e a secco nelle restanti parti - chiude gli ambienti in una sorta di piccola corte, sfruttando gli affioramenti rocciosi naturali a cui si appoggia nella parte orientale e che su questo lato costituiscono una difesa naturale. All'inizio delle indagini archeologiche del 2011 erano visibili solamente alcuni tratti del muro legato con malta e i resti dei sondaggi effettuati nel 1977.

### Torre B
Il complesso meridionale (torre B) comprende le fondazioni di una torre quadrangolare (ben visibili e rimaste probabilmente tali nei secoli), un ambiente residenziale parzialmente realizzato tagliando il locale affioramento roccioso che comprende una vena del cosiddetto marmo di Vezza d'Oglio e una cinta muraria di cui è stato possibile identificare solamente l'andamento essendo quasi totalmente collassata a causa della forte pendenza del terreno su cui venne impostata.

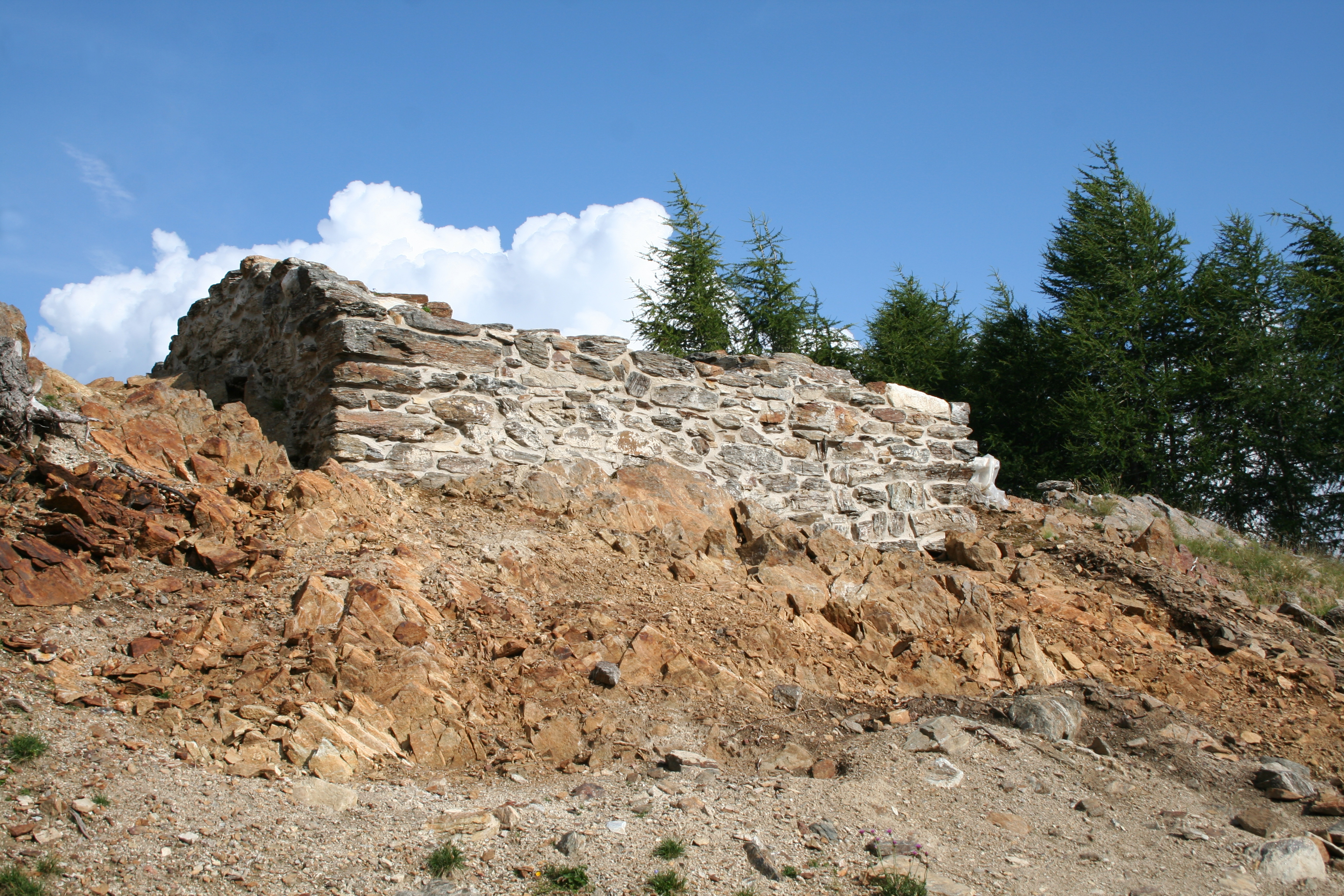
vista della torre B

### Toponimi legati al sito
I dintorni dell'area archeologica sono contrassegnati da una serie di microtoponimi locali.
L'area dei resti antichi visibili è denominata Tor de' Pagà, Tor di Pagà, la Tor o Torre di Bles (forse la torre meridionale, maggiormente visibile). 
Còrign de la Tor (Corno della Torre) e Plassa de la Tor indicherebbero rispettivamente i luoghi della torre B e della struttura E. 
Un canale naturale stretto e rettilineo che corre ad est del sito è chiamato Canalì de la Tor. Infine, Segrà di Pagà delimita uno spazio circoscritto ai piedi della torre B.

## Fase protostorica
Sulla sommità rocciosa al di sotto della torre B sono state individuate le tracce di un Brandopferplatz, ovvero un rogo votivo di epoca protostorica. I resti carboniosi e di terreno combusto hanno permesso di accertare che il dosso roccioso venisse usato per l'accensione di grandi fuochi in posizione sopraelevata e dominante il fondovalle su cui venivano gettati oggetti come offerte votive. Lo testimoniano i numerosi frammenti di piccole dimensioni di ceramiche ed elementi metallici, soprattutto in bronzo; le ceramiche sono probabilmente riconducibili a forme quali piccoli boccali, riconducibili agli aspetti occidentali della cosiddetta Cultura di Fritzens-Sanzeno (fase iniziale, retico A: seconda metà del  sec. VI a.C. - prima metà del  sec. V a.C.). Tra i reperti metallici completi sono stati identificati dei puntali di falera per corazza e un gancetto o fascetta ad anelli, forse riconducibile al sistema di allacciamento di schinieri, mentre frammentarie sono parti di fibule tra cui un esemplare quasi completo di fibula ad arco serpeggiante, di pendagli a doppia spirale o a occhiali, di borchiette a calotta emisferica.
Nei livelli archeologici corrispondenti al rogo votivo sono stati rinvenuti anche frammenti, di dimensioni molto contenute, di ossi animali calcinati, riconducibili in alcuni casi ad avifauna, ovicaprini e 
bovini e legati alle pratiche votive dell'accensione dei fuochi rituali. Dai macroresti vegetali campionati durante gli scavi è possibile determinare che erano offerti anche preparati a base di cereali (una sorta di porridge, pani o schiacciate). I carboni rinvenuti permettono di ricostruire come il fuoco fosse alimentato da legna raccolta nei boschi prossimi allo sperone roccioso: rami di larici, pecci, pino cembro e pino mugo, stagionati accuratamente; all’occorrenza, erano usati per innescare il fuoco pigne e rametti minuti di conifere e latifoglie arbustive.
Il contesto di rinvenimento e la datazione dei reperti sembrano suggerire una preliminare cronologia della fase protostorica compresa tra la fine del sec. VII a.C. e la prima metà del sec. V a.C.

## Fase medievale
Alla fase medievale appartengono sostanzialmente tutte le strutture permanenti identificate durante le indagini archeologiche, vale a dire le torri, gli ambienti residenziali e le cinte difensive.
I reperti rinvenuti in entrambi i complessi sono quelli tipici di molti altri insediamenti militari medievali: principalmente metallici, si tratta di oggetti direttamente connessi alla vita militare (punte di dardo da balestra e arco, puntali di fodero), ad esigenze pratiche (chiodi da carpenteria e da ferratura, elementi di mobilio, una chiave), e al vestiario personale (bottoni, fibbie, borchie decorative, ganci per calzature), ma anche alla vita quotidiana (dadi da gioco in osso). Rilevante è il rinvenimento di frammenti di un bicchiere in vetro a bugnette applicate (tipo Nuppenbecher o prunted beaker).
Si segnala come particolarità la totale assenza di reperti ceramici ascrivibili alla fase medievale.
Diverse le monete rinvenute in entrambi i complessi, che hanno permesso anche di circoscrivere cronologicamente la fase di occupazione medievale, tra cui si ricordano:
1. Comune di Cremona; denaro imperiale mezzano (o obolo); zecca di Cremona; 1254/6-c. 1300;
2. Mainardo e Alberto II, conti del Tirolo e di Gorizia; grosso aquilino; zecca di Merano; 1259-1274/5;
3. Comune di Padova; denaro piccolo; zecca di Padova; 1260/71(?)-1318;
4. Patriarca Raimondo Della Torre; denaro piccolo; zecca di Aquileia; 1277-1281;[8]

In aggiunta ai manufatti sono state recuperati anche numerosi reperti faunistici che hanno consentito di avanzare delle ipotesi sulla dieta degli occupanti di Tor dei Pagà nel periodo medievale: gli esemplari delle specie maggiormente consumate erano ovicaprini e avifauna, mentre bovini e suini erano consumati meno frequentemente. Benché attestata da pochi resti ossei, è stata individuata anche la presenza di fauna selvatica, tra cui l'orso, forse preda 'di lusso'.
È attestato dai macroresti vegetali campionati sul sito il consumo di  orzo e segale, utilizzati per la preparazione di pani, schiacciate o semolini, di legumi ( pisello e  favino), di  noci e  nocciole, forse  castagne.  Uova, latte e probabilmente  derivati caseari, di cui è testimonianza indiretta una grattugia, completano il quadro delle risorse disponibili.
È possibile, per quanto si tratti di un'ipotesi, che i due insediamenti militari siano sorti come rifugio locale nel quadro più generale di tensioni tra le comunità della Val Camonica e il Comune di Brescia sul finire del  sec. XIII. I dati archeologici sembrano suggerire un'occupazione non particolarmente prolungata delle strutture; risulta inoltre al momento difficile determinare se i due complessi furono in uso contemporaneamente o se uno preceda l'altro, seppur di poco vista la cronologia omogenea dei reperti.

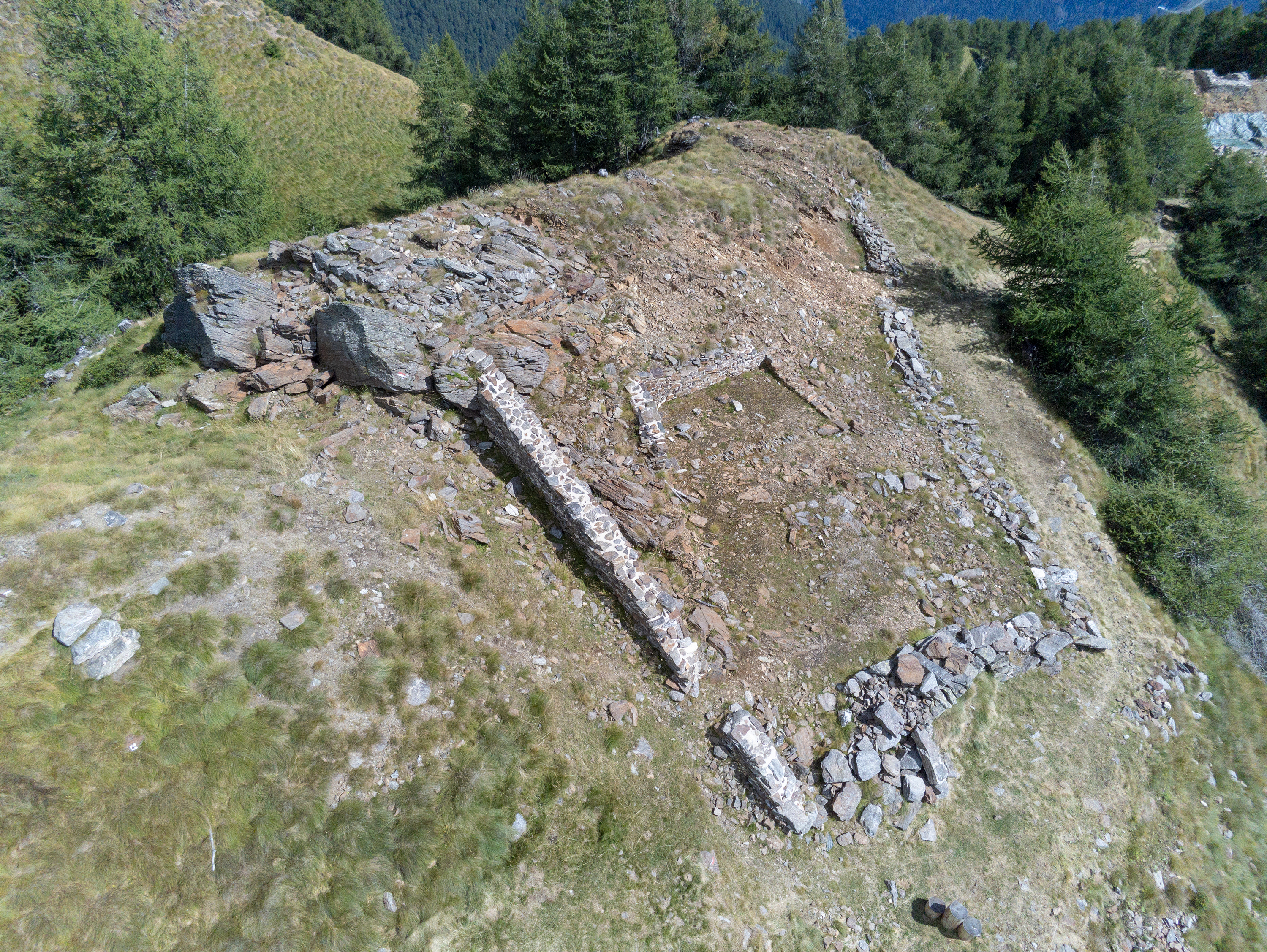
vista della struttura E

## Storia degli scavi

### 1977
I primi scavi archeologici nell'area di Tor dei Pagà vennero effettuati da Mario Mirabella Roberti nell'estate del 1977; si trattò di alcuni brevi sondaggi esplorativi in entrambi i complessi. Per quanto ben impostati e realizzati in pochissimo tempo, gli esiti non determinarono con certezza l'antichità delle strutture esplorate. Dal fondo di quello che doveva essere la torre B emersero una lama di coltello lunga circa 22 cm e una fibbia di cintura, attualmente dispersi.

### 2011-oggi
Le indagini archeologiche ripresero nell'anno 2011 nell'ambito dell'iniziativa Vione Archeologica sostenuta dal  Comune di Vione, sotto la direzione Scientifica dell'Università Cattolica di Milano e della Soprintendenza archeologica per le province di Brescia e Bergamo, con il sostegno finanziario di Regione Lombardia, Fondazione Cariplo, Parco Nazionale dello Stelvio, Comunità Montana di Valle Camonica e il patrocinio di numerosi enti. Le campagne di scavo a Tor dei Pagà si sono svolte ogni estate ininterrottamente dal 2011 in poi, con le eccezioni degli anni 2020 (sospensione a causa della pandemia di COVID19 e 2021 in cui sono state indagate archeologicamente alcune aree poste nel comune di Villa Dalegno.

### Sala museale presso il Museo 'LZuf
Presso il Museo Etnografico dell'Alta Valle Camonica 'LZuf è stata aperta nel 2023 una sala informativa dedicata all'esposizione dei reperti archeologici protostorici e medievali dall'area di Tor dei Pagà rinvenuti a partire dal 2011, con pannelli esplicativi e disegni ricostruttivi. Sono anche esposti i reperti rinvenuti nel 1974 nel centro abitato di Vione, e appartenenti ad un contesto funerario altomedievale (secoli VI-VII d.C.).

## Come raggiungere il sito
L'area archeologica è raggiungibile tutto l'anno attraverso dei sentieri escursionistici, ma non è visitabile in caso di copertura nevosa. Non è accessibile con mezzi a motore. Si trova lungo il sentiero 169 che porta alla vetta di Cima Bles direttamente dal centro abitato di Vione. Il punto di partenza privilegiato è l'abitato di  Canè attraverso i sentieri 170 o 184, ma è possibile raggiungere l'area archeologica anche dal sentiero 174 che parte da Cortebona.

## Rassegna stampa
- Bozzi, C., Bellandi, G., Tor dei Pagà, ai piedi di Cima Bles, in Adamello Magazine, n. 33, 2025,  pp. 44-46.